# Melicharella basalis
Melicharella basalis är en insektsart som beskrevs av Dlabola 1960. Melicharella basalis ingår i släktet Melicharella och familjen dvärgstritar. Inga underarter finns listade i Catalogue of Life.